# Maskebal (film)
Maskebal er en film instrueret af Malou Reymann.

## Handling
En forelsket ung mand går sørgmodig rundt i København ved nat iført en uhyggelig halloween-maske, indtil mødet med en klog kvinde giver ham mod til at lade masken falde og opsøge sine længslers objekt.